# ФК „Ботев“ (Димово)
ФК „Ботев“ е футболен отбор от град Димово, България.
Създаден е през 1922 г. Състезава се във Видинската областна Футболна група. Основните цветове на отбора са червено и бяло.